# S-Lang
S-Lang to wieloplatformowa biblioteka programistyczna autorstwa Johna E. Davisa. Pierwsza wersja tej biblioteki powstała w roku 1992. S-Lang zawiera funkcje wykorzystywane przy interaktywnej pracy z ekranem, klawiaturą, itd.
Najciekawszą cechą S-Langa jest interpreter skryptowego języka programowania o tej samej nazwie. Interpreter S-Langa może być wbudowany w inne programy; dzięki temu potencjalna funkcjonalność takich programów znacznie wzrasta (z powodu możliwości dopisywania do nich funkcji w postaci makr i skryptów). Najbardziej znanymi przykładami programów z wbudowanym interpreterem S-Langa są slrn i jed.
Składnia S-Langa przypomina składnię C.